# Damon Gray
Damon Gray (Newcastle upon Tyne, 11 luglio 1988) è un ex calciatore inglese, di ruolo attaccante.

## Carriera
Gray iniziò la sua carriera nel Wallsend Boys Club impressionando gli scouts del Newcastle United che lo portarono nelle giovanili dei Magpies, la squadra della sua città.
Nel 2007 Gray si trasferì nell'Hibernian per non aver ottenuto un contratto da professionista da parte del Newcastle.
Debuttò con la maglia degli Hibs nell'aprile 2007 entrando a partita in corso nella semifinale di Coppa di Scozia 2007 contro il Dunfermline Athletic. Nello stesso mese ha segnato il suo primo gol in un 2-2 contro l'Aberdeen.
Gray fu ceduto in prestito all'inizio del 2008 al Partick Thistle F.C., club di seconda divisione scozzese, dove trascorse la seconda parte della stagione. Fece il suo debutto entrando a partita in corso contro il Queen of the South. Segnò per la prima volta contro i rivali del Clyde, partita nella quale firmò una doppietta. Segnò un gol importante nei quarti di finale di Coppa di Scozia contro i Rangers all'Ibrox Stadium, partita terminata 1 a 1 proprio grazie al gol di Gray.
A fine stagione ritorna all'Hibernian ma nel luglio 2008 ritorna al Partick Thistle per un altro prestito. Debutta in Scottish Challenge Cup contro il Queen's Park e nella stessa partita segna il suo primo gol stagionale.
Nel luglio 2009 si trasferisce al Berwick Rangers, squadra di quarta divisione scozzese.